# シャーライ・ティボール
シャーライ・ティボール（ハンガリー語: Sárai Tibor, 1919年5月10日 - 1995年5月11日）は、ハンガリーの作曲家。

## 経歴
1919年、ブダペストで生まれた。作曲をカドシャ・パールに師事した。国民教育省の音楽局に務めた後、1950年から1953年までハンガリーラジオ放送の音楽ディレクターを務め、1959年にバルトーク・ベーラ音楽学校の教授に就任した。その後リスト・フェレンツ音楽大学の教授となり、また1972年から1978年までユネスコの国際音楽評議会のメンバーであった。
作品には劇付随音楽、2つの交響曲、フルート・ヴィオラ・チェロと弦楽のための『春の協奏曲』、室内楽曲、合唱曲、歌曲などがある。